# Seyni Kountché
Seyni Kountché (Damana Fandou, 1º luglio 1931 – Parigi, 10 novembre 1987) è stato un ufficiale militare nigerino che ha guidato nel 1974 un colpo di Stato che ha deposto il governo di Hamani Diori. Ha governato il paese dal 1974 al 1987.

## Carriera militare
Nato nel 1931 nella città di Damana Fandou da una famigli agiata, Kountché iniziò la sua carriera militare alla fine degli anni quaranta, prestando servizio nell'esercito coloniale francese. Nel 1957 fu promosso al grado di sergente e dal 1965 al 1966 studiò presso una scuola per ufficiali militare a Parigi e divenne ben presto vice capo di stato maggiore delle forze armate: divenne capo delle forze armate nel 1973.

## Leader del Niger
Il 15 aprile 1974, Seyni Kountché attuò un colpo di Stato militare che si concluse con la fine del governo di Diori. Kountché sospese immediatamente la Costituzione, sciolse l'Assemblea nazionale, mise al bando tutti i partiti politici, e ordinò il rilascio dei prigionieri politici dalle carceri e infine permise ai dissidenti politici di far rientro in patria. Due giorni dopo fu istituito il Consiglio militare supremo (CMS) che acclamò Kountché come presidente. La principale preoccupazione del governo militare era quella di innescare nel paese una ripresa economica. Sul piano internazionale vennero mantenuti i rapporti amichevoli con la Francia, e si intensificò l'attività diplomatica con gli Stati arabi. Kountché iniziò nel 1981 ad aumentare la rappresentanza civile nel CMS, e nel 1982 furono effettuati i preparativi per una forma di governo costituzionale; un primo ministro civile, Mamane Oumarou, fu nominato l'anno successivo. Nel 1984 la siccità tornò ad abbattersi sul Niger, ostacolando la crescita economica del paese e costringendolo ad aumentare la propria dipendenza agli aiuti internazionali. Nel maggio 1985, a seguito di un incidente sulla frontiera con la Libia, il presidente ordinò l'espulsione di tutti i Tuareg non nigerini.

## Morte
La salute di Kountché peggiorò alla fine del 1986 e ha continuato a peggiorare nel corso del 1987. Morì in un ospedale di Parigi di un tumore cerebrale, il 10 novembre 1987. Ali Saibou e gli succedette 4 giorni dopo, nominato presidente del Consiglio militare supremo.

## Onorificenze

### Onorificenze nigerine
Personalmente è stato insignito dei titoli di: